# Liparetrus paulus
Liparetrus paulus är en skalbaggsart som beskrevs av Britton 1980. Liparetrus paulus ingår i släktet Liparetrus och familjen Melolonthidae. Inga underarter finns listade i Catalogue of Life.